# Xylinocoris
Xylinocoris is een geslacht van wantsen uit de familie van de Reduviidae (Roofwantsen). Het geslacht werd voor het eerst wetenschappelijk beschreven door Norman Cecil Egerton Miller in 1957.

## Soorten
Het genus bevat de volgende soorten:

- Xylinocoris depressus Miller, 1957
- Xylinocoris flavomaculatus Villiers, 1961
- Xylinocoris latipennis (Villiers, 1961)